# 실링슈트라세역
실링슈트라세역(U-Bahnhof Schillingstraße)은 베를린 미테구 미테에 있는 U5의 역이다. 카를마르크스알레(Karl-Marx-Allee) 연선상의 실링슈트라세와의 교차점에 역이 위치해 있다. 알렉산더 광장의 동쪽에 인접해 있다.
승강장에는 《Reisende aus einer anderen Zeit》라는 주제의 조각상 여러 개가 설치되어 있다. 랄프 샤데(Ralf Schade)의 지도 하에 오라니엔부르크 청소년 교도소 제소자들이 제작했으며 2003년 12월 15일 BVG에 기증되었다.

## 역사
역사는 알프레드 그레난데르가 설계했으며, 양쪽 출입구는 중간층 대합실을 통해서 지상과 연결되며, 건설 당시에는 프랑크푸르터 슈트라세(Frankfurter Straße)의 양쪽 방향으로 출입구가 설치되어 있었다. 1950년대 말 스탈린알레(Stalinallee, 현재의 카를마르크스알레) 재조성 공사 당시 출입구가 도로 확장에 걸림돌이 되었기 때문에 1960년에 새로 이설되었고, 1959년 3월 31일부터 1960년 6월 2일까지 역이 영업을 중단했다. 도로 확장 과정에서 과거에 조성된 녹지 부분도 철거되었다. 동쪽 출입구 방면 대합실은 길 양쪽을 잇는 지하도에 통합되었고, 북쪽 출입구는 더 넓어진 지상 보도와 연결된다. 역의 역사에 대해서 설명하는 패널이 설치되어 있다. 서쪽 출입구는 전쟁 피해로 인하여 1945년부터 1970년까지 폐쇄되어 있었다. 알렉산더플라츠역과의 거리 때문에 해당 출입구는 재건축되지 않았다.
2003년에는 개보수공사가 진행되었고, 노반 구조물 외에도 과거 설치되었던 소형 타일이 에나멜 코팅 패널로 대체되었다. 승강장의 아스팔트 포장은 화강암 재질로 교체되었다. 이 과정에서 북서쪽 출입구가 다시 개통되었으나, 길 건너편 출구는 개통되지 않았다. 계단 부분은 2005년에 개보수되었다.
2013년 말부터 엘리베이터 운영이 시작되었다.

## 인접 철도역
베를린 버스 N5번과 환승할 수 있다.
| 베를린 지하철 5호선        | 베를린 지하철 5호선 | 베를린 지하철 5호선               |
| -------------------------- | ------------------- | --------------------------------- |
| 알렉산더플라츠 중앙역 방면 | U5                  | 슈트라우스베르거 플라츠 회노 방면 |